# از مردگان متحرک بترسید
از مردگان متحرک بترسید (انگلیسی: Fear the Walking Dead)، یک سریال تلویزیونی آمریکایی در سبک زامبی آخرالزمانی، پسا-آخرالزمانی و درام است که توسط رابرت کرکمن و دیو اریکسن ساخته شده و اسپین‌آف و پیش‌درآمدی بر سریال مردگان متحرک است. ای‌ام‌سی در ۹ مارس ۲۰۱۵ قسمت آزمایشی سریال را تأیید کرد و سفارش ساخت ۲ فصل از سریال را داد.

## فصل‌ها
فصل اول شامل ۶ قسمت و فصل دوم شامل ۱۵ قسمت است. پخش فصل اول سریال از ۲۳ اوت ۲۰۱۵ از شبکهٔ ای‌ام‌سی آغاز شده‌است. پخش فصل دوم، از ۴ آوریل ۲۰۱۶ از شبکهٔ ای‌ام‌سی آغاز شد که شامل ۱۵ قسمت بود. فصل‌های سوم، چهارم و پنجم سریال، هر کدام در ۱۶ قسمت در طی سال‌های ۲۰۱۷ تا ۲۰۱۹ پخش شدند. در فصل چهار و فصل پنجم و فصل ششم سه بازیگر از مردگان متحرک به این اسپین آف ملحق می‌شوند. در ۱۳ ژوئن ۲۰۲۱، کار تولید فصل ۶ سریال، به‌پایان رسید. فصل ۷ فصل هفتم از مردگان متحرک بترسید، از روز شنبه ۱۷ اکتبر ۲۰۲۱ از شبکه ای ام سی پخش شد؛ این فصل نیز ۱۶ قسمتی است.و فصل هشتم سریال به زیبایی و در ۶ قسمت پایان یافت، ضعیفترین فصل از نظر بیننده فصل ۵ سریال شناخته شده واز فصل ۶ دوباره سریال جان تازه گرفته و هیجان به بیننده منتقل میکند